# アラード＝バロン・ヌープ
アラード＝バロン・ヌープ（Alard–Baron Knoop Stradivarius）は、アントニオ・ストラディバリ（1644 - 1737）が製作したヴァイオリンの一つ。1715年製。
ストラディバリ黄金期に製作された楽器で、やや赤みを帯びたアンズ色のボディが特徴。
「アラード」という名前は、フランスの名ヴァイオリニスト、デルフィン・アラードの名から取られた。
ドルフィン（1714年）、メシア（1716年）と並んで、「三大ストラディバリウス」の一つとされる
。